# Servicio para la Formación de Cuadros de Mando
El SEFOCUMA (Servicio para la formación de cuadros de mando) fue una de las modalidades para prestar el servicio militar obligatorio en España mientras este estuvo en vigor, hasta el año 2001. El objetivo del mismo era aprovechar el periodo de formación militar obligatoria para instruir futuros oficiales de los ejércitos de España (en concreto, alféreces), que prestaran los servicios propios de su empleo durante unos meses, para a continuación pasar a la reserva durante un periodo de tres años.

## Características generales del SEFOCUMA
Si bien el servicio militar en España era obligatorio (con diversas razones para su exención, reguladas por ley, entre las cuales la objeción de conciencia era la más habitualmente esgrimida) la prestación del mismo en la modalidad de SEFOCUMA era de adscripción voluntaria, y solo después de superar una fase de concurso-oposición para aspirar a alguna de las plazas vacantes publicadas cada año por el Ministerio de Defensa.
El desarrollo del servicio militar en esta modalidad tenía pocas similitudes con el de un servicio militar obligatorio tradicional. La fase inicial de instrucción (de tres meses de duración) era muy dura y exigente, lo cual sumado al hecho de que se efectuara un escalafonamiento de los alumnos con el objeto de priorizar la elección de destino por parte de los mismos hacía de esa fase inicial un verdadero reto físico e intelectual, donde no solo era necesario superar las distintas pruebas, sino que obtener las mejores calificaciones facilitaba las opciones de elegir destino y fecha de incorporación a la segunda fase del servicio, que consistía en las prácticas como alférez de las Fuerzas Armadas (Ejército de Tierra, Armada y Ejército del Aire).
En esta segunda fase, ya como alférez en prácticas y de seis meses de duración en los últimos años de vigencia del SEFOCUMA, los jóvenes desempeñaban las tareas propias de su empleo en las unidades y centros que les hubieran sido concedidos tras un proceso de selección de destinos en función de su escalafonamiento. Según los destinos dichas tareas incluían desde la instrucción de unidades de tamaño sección o compañía, desempeño de las guardias de prevención y seguridad reglamentarios, realización de maniobras, etc. Incluso hubo miembros de SEFOCUMA que participaron en misiones internacionales de los ejércitos españoles en el extranjero, como las fuerzas de paz en Bosnia y Kosovo.
Al finalizar los periodos de formación y servicio (nueve meses en total durante los últimos años de vigencia del servicio, e igual en duración a un servicio militar obligatorio normal) el alférez en prácticas adquiría la condición definitiva de alférez, y pasaba a la reserva temporal (de tres años de duración). Existía la posibilidad de reenganche a la vida militar para quienes hubieran superado este servicio, gracias a la cual podían incorporarse de pleno derecho a las Fuerzas Armadas con el empleo de alférez de complemento.

## Condiciones de ingreso y procedimiento de concurso-oposición
Como modalidad de prestación del servicio militar obligatorio, este servicio solo era accesible para los españoles varones no exentos del mismo. Anualmente se publicaba en el Boletín Oficial del Estado (BOE) las condiciones de acceso y las pruebas selectivas para aspirar a una plaza de alumno. Entre estas condiciones se encontraban las de tipo personal y académico. Las primeras incluían un límite máximo de edad (25 años en el año que se publicara la convocatorio), no haberse declarado previamente objetor de conciencia y acreditar buena conducta ciudadana (con un certificado de antecedentes penales del Ministerio de Justicia).
Las condiciones académicas exigían haber completado como mínimo el primer ciclo de cualquier enseñanza universitaria oficial en España. Además, según el ejército y especialidad por la que optara el aspirante, que los estudios realizados o en curso fueran los solicitados específicamente para esa especialidad daba preferencia sobre cualquier otro candidato a la misma que no cursara esos estudios. Por ejemplo, para las plazas de ingenieros de transmisiones en el Ejército de Tierra tenían preferencia absoluta sobre cualquier otro candidato los aspirantes con las carreras de telecomunicación, tanto de ciclo largo como de ciclo corto.
La primera fase del proceso selectivo consistía en la remisión a las autoridades de la documentación acreditativa de satisfacer los requisitos previos. El resultado de esta fase era un listado con los admitidos a participar en las pruebas de selección. A continuación se daba comienzo a las pruebas de selección propiamente dichas, consistentes en una fase inicial de concurso y otra posterior de oposición. En la primera se realizaba la baremación de los méritos académicos documentados por el aspirante, mientras que en la segunda se debían superar pruebas psicológicas y psicotécnicas, un examen médico y una serie de pruebas físicas.
Estas pruebas psicológicas y psicoténicas tenían como objetivo determinar la capacidad del aspirante para superar los duros entrenamientos y formación intelectual correspondientes a la instrucción, así como garantizar su capacidad para asumir las grandes responsabilidades propias de los periodos de formación y prácticas (que incluyen el uso y manejo de armas de fuego en un entorno de elevada tensión física y psíquica). El examen médico se limitaba a determinar si el aspirante sufría algún tipo de dolencia de entre las consideradas como excluyentes por el Ministerio de Defensa, y ante la gran exigencia física que debería soportar el aspirante.
La segunda parte de la fase de oposición consistía en una serie de seis pruebas físicas que se desarrollaban en un centro distinto según el ejército al que deseaba incorporarse el aspirante como alumno. En el Ejército de Tierra, este centro era el acuartelamiento "Alférez Rojas Navarrete" (CEFIVE-1), ubicado en el Barrio de Rabasa, en Alicante. Estas seis pruebas eran las siguientes:
- Flexión y extensión de brazos suspendido en barra, desde posición de suspendido y con las palmas hacia adelante y a la altura de los hombros.
- Extensión de brazos desde tendido prono (boca abajo) con las manos bajo los hombros y los dedos dirigidos hacia adentro.
- Salto de longitud sin carrera previa.
- Salto de altura con escala graduada.
- Carrera de velocidad de 60 metros lisos, desde posición en pie.
- Carrera de 1000 metros lisos.

Cada prueba tenía una marca mínima que el aspirante debía realizar, y el no alcanzar dicha marca mínima en cualquiera de ellas suponía el suspenso en las pruebas y su rechazo como aspirante, rechazo que también tendría lugar en caso de no acumular entre todas las pruebas la puntuación mínima exigible, pues cada prueba disponía de una baremación y puntuación asociadas según el número de repeticiones realizadas o el tiempo invertido en completar la prueba. Sin embargo, la puntuación alcanzada en esta prueba no se tenía en cuenta a la hora de calcular la calificación general de cada aspirante.
Tras realizar todas las pruebas sin haber sido declarado no apto en ninguna de ellas, el aspirante debía esperar a que se publicaran las listas de admitidos como alumnos según su elección de preferencias y la puntuación global obtenida en el conjunto del proceso selectivo. La modalidad de servicio militar como SEFOCUMA contaba con un número limitado de plazas (exactamente 1406 en la convocatoria de 1998), distribuidas entre los tres ejércitos (900 en el Ejército de Tierra, 166 en la Armada y 340 en el Ejército del Aire) y dentro de cada uno de ellos entre las diferentes armas o especialidades ofertadas. A modo de ejemplo, solo se ofertaron 16 plazas para artillería de costa en el ejército de tierra. Por lo general el número de aspirantes era muy superior al de plazas ofertadas, de manera que aquellos no seleccionados finalmente deberían prestar el servicio militar obligatorio en la modalidad habitual.

## Fase de formación militar general para los alumnos SEFOCUMA
Los aspirantes que hubieran superado la fase de concurso-oposición eran designados oficialmente (con publicación en el BOE) como alumnos de las escuelas militares correspondientes. La primera fase de la formación militar era de carácter militar generalista, esto es, común a todos los alumnos del mismo ejército independientemente del arma al que estuvieran asignados. Tenía lugar, por regla general, en los mismos acuartelamientos y bases donde se formaban las primeras promociones de militares profesionales de tropa y marinería (MPTM), a saber:
- Ejército de Tierra: Acuartelamiento "Alférez Rojas Navarrete" (CEFIVE-1), situada en el barrio de Rabasa, Alicante
- Armada: Escuela Naval Militar de Marín (Pontevedra)
- Ejército del Aire: Ala 78 de la Base Aérea de Armilla (Granada)

Esta fase de formación militar general tenía una duración de ocho semanas, y se realizaba (en general) en los meses de septiembre y octubre del año a que correspondía la convocatoria. Junto con la formación militar específica del arma que tenía lugar inmediatamente a continuación, y con una duración de cuatro semanas, completaban la formación de los aspirantes a alféreces. Decir que este periodo de tres meses coincidía con el curso lectivo universitario de muchos aspirantes, que aún no habían acabado sus estudios, lo que suponía un gran esfuerzo para estos estudiantes a su regreso a la vida civil habitual.
La instrucción militar desarrollada durante estos dos meses era muy exigente y dura desde el primer día dadas las particularidades de los alumnos y de las responsabilidades que deberían asumir al final del periodo formativo. La disciplina era muy severa y la exigencia física e intelectual muy elevada. No solo por la propia formación, sino porque durante la misma cada alumno era continuamente evaluado por los instructores y al final del periodo cada uno obtenía una calificación, que promediada con la obtenida en la fase siguiente de formación específica del arma servían para escalafonar a los aspirantes de cada arma de cara a la elección del destino y periodo del año donde realizar las prácticas como alférez. Es decir, no solo era necesario hacer las cosas según los estándares exigidos por los instructores, sino que además era imprescindible hacerlas mejor que el resto de tus compañeros para tener la opción de elegir destino antes que la mayoría.
La jornada habitual durante esta fase de la formación comprendía desde las 07.00 de la mañana, donde los alumnos se despertaban al toque de diana, hasta las 23.00 horas donde tras el toque de silencio, se apagaban las luces y el servicio de imaginarias velaba por el descanso de la tropa. Durante la jornada se realizaban multitud de actividades, desde ejercicio físico de carrera y gimnásticos, a instrucción de orden cerrado, instrucción de combate, formación táctica y militar, de tiro, topografía, de conceptos militares, etc. El ritmo de trabajo resultaba extenuante, la presión sobre el alumno era constante y muy fuerte y el grado de estrés demasiado para algunos alumnos.

## Fase de formación militar específica para los alumnos SEFOCUMA
Solo un par de días después de que los alumnos superaran la fase de formación militar general se incorporaban a los respectivos centros de formación correspondientes a su arma y especialidad. Tanto en la Armada como en el Ejército del Aire la segunda fase de la formación tenía lugar en el mismo centro que la primera, mientras que en el Ejército de Tierra los alumnos acudían a los centros correspondientes a su arma o especialidad:
- Arma de Infantería: Academia de Infantería (Toledo)
- Arma de Caballería: Academia de Caballería (Valladolid)
- Arma de Artillería: Academia de Artillería (Segovia) y Academia de Artillería de Costa (Cádiz)
- Arma de Ingenieros (Zapadores y Transmisiones): Academia de Ingenieros (Hoyo de Manzanares, Madrid)
- Cuerpo de Ingenieros Politécnicos: Escuela Politécnica Superior del Ejército (Madrid)
- Cuerpo Militar de Sanidad: Escuela Militar de Sanidad (Madrid)

En esta fase los alumnos ya eran tratados con la consideración de futuros oficiales y disfrutaban de parte de los beneficios de estos, como es el de alojamientos más cómodos, si bien su retribución seguía siendo la de un soldado de reemplazo, de aproximadamente 1.500 pesetas (9 €) al mes. El día a día de esta segunda fase de formación, de cuatro semanas de duración, dependía completamente del arma de que se tratara. Mientras que los futuros alféreces de transmisiones invertían la mayor parte de su tiempo en clases teóricas sobre material y técnicas de comunicaciones, los alumnos de la Academia de Infantería de Toledo realizaban muchas más tareas de campo, con duro entrenamiento físico, prácticas de tiro con diverso armamento, etc.
En cualquiera de los casos el nivel de exigencia en todas las academias era altísimo, tanto por las exigencias propias de la instrucción como por la necesidad de quedar evaluado por encima de la mayoría de tus compañeros si querías poder elegir los destinos más demandados. Las plazas disponibles para prestar el servicio como alférez en prácticas eran limitadas y se concedían por riguroso orden de puntuación de los solicitantes.
El último día del periodo de formación se publicaba el escalafón correspondiente a cada arma y especialidad. El periodo de prácticas como alférez de seis meses de duración tenía lugar al año siguiente (salvo en la Armada, donde las prácticas tenían lugar inmediatamente después de la formación), bien en el primer semestre del año, bien en el segundo. Por riguroso orden de calificación los ya alféreces elegían, primero el semestre del año en que deseaban prestar el servicio (en el caso del Ejército del Aire, el semestre venía determinado por el periodo de formación que hubiera elegido el alumno), y en caso de que deseara hacer las prácticas durante el primer semestre la unidad donde quería prestar servicio.
El motivo por el cual quienes optaban por el segundo semestre del año no podían elegir destino en aquel momento era porque aún no estaban publicados los destinos disponibles para el segundo semestre. Esta elección la realizaban posteriormente, una vez el Ministerio de Defensa publicaba la lista de vacantes para el segundo semestre, mediante el envío de un impreso donde los alféreces el prácticas manifestaban sus preferencias de incorporación.

## Fase de prácticas como alférez en destino
El alférez en prácticas debía presentarse en la unidad de destino en la fecha señalada. Allí y según las necesidades de la unidad se le asignaba el desempeño de las tareas propias de su empleo y especialidad. Un alférez de infantería podría estar al cargo de una unidad tamaño sección, con aproximadamente 30 soldados, y depender directamente de un teniente o capitán al cargo de la compañía. La misión de un alférez SEFOCUMA en una unidad de transmisiones podría ser la de dirigir una sección de comunicaciones compuesta por un par de vehículos y "shelter", o dirigir un centro de comunicaciones (CECOM), o cualquier otra tarea propia de un oficial de su empleo.
Los alféreces SEFOCUMA se veían sujetos a las mismas normas y disfrutaban de la mayoría de los derechos y tenían las mismas obligaciones que los oficiales profesionales de carrera. Algunas de las pocas diferencias prácticas entre los derechos y obligaciones de un SEFOCUMA y un oficial profesional eran las siguientes:
- La remuneración de un alférez SEFOCUMA era, por ley, el 60% de la correspondiente a un alférez de complemento destinado en su misma unidad. En el año 1999 la cantidad mensual que percibía un alférez SEFOCUMA rondaba las 110.000 pesetas (unos 660€).
- La TIM (Tarjeta de Identificación Militar) no daba derecho a la adquisición o uso de armas de fuego particulares, a diferencia de los oficiales profesionales, cuya tarjeta militar es asimilable a la mayoría de las licencias de armas en España y da derecho al uso y posesión de la mayoría de las armas no prohibidas.

Si bien durante las primeras semanas los alféreces estaban lógicamente tutelados durante sus servicios o misiones de más responsabilidad (por ejemplo, los servicios de guardia de seguridad con armamento y munición real), después sus responsabilidades y tareas no tenían diferencia con las de cualquier otro oficial profesional de su misma categoría (alféreces, tenientes o capitanes). Algunos alféreces SEFOCUMA han participado, siempre voluntariamente (al igual que ha sucedido en el pasado con soldados de reemplazo), en varias de las misiones internacionales de paz llevadas a cabo por las tropas españolas a finales de los años 90 del siglo XX, principalmente en los conflictos de Bosnia y Kosovo.
Al finalizar sus seis meses de servicio el oficial que superaba las prácticas era finalmente nombrado alférez, y pasaba directamente a la reserva temporal (de tres años de duración) con la entrega de "la blanca" (documento oficial en papel blanco que acreditaba la realización completa del servicio militar obligatorio y la comunicación del pase a la reserva).

## Historia del SEFOCUMA
El SErvicio para la FOrmación de CUadros de MAndo es el sucesor del IMEC, también conocido como las "milicias universitarias", cuyos objetivos y desarrollo eran similares a SEFOCUMA, pero al ser anterior en el tiempo tenía algunas diferencias (entre ellas su duración, que era de 12 meses distribuidos en 6 meses el primer año y 3 meses cada uno de los dos siguientes).
Desde la suspensión a finales del año 2001 del servicio militar obligatorio ante la creciente profesionalización de las Fuerzas Armadas estas modalidades de prestar dicho servicio militar obligatorio desaparecieron con él. A partir de entonces los españoles solo tenían como medio para ejercer su derecho constitucional a defender a España (artículo 20 de la Constitución Española de 1978) el ingreso en la carrera militar o su incorporación como Militares Profesionales de Tropa y Marinería (MPTM).
Sin embargo, en el año 2003 se publica el Real Decreto 1691/2003, del 12 de diciembre, donde se aprueba el reglamento de acceso y régimen de los reservistas voluntarios, dando desarrollo a la Ley de Régimen del Personal de las Fuerzas Armadas (Ley 17/1999) en el capítulo correspondiente a los Reservistas Voluntarios. Desde ese momento se han publicado seis convocatorias de plazas y se han nombrado más de 3000 reservistas voluntarios de los tres ejércitos, cuya misión es complementar las capacidades de los ejércitos aportando, a tiempo parcial y de manera compatible con su profesión civil, sus habilidades y conocimientos adquiridos en el desempeño de sus tareas cotidianas.